# Comerciante de alfombras en El Cairo
Comerciante de alfombras en El Cairo es una pintura al óleo sobre lienzo de Jean-Léon Gérôme de mediados de la década de 1880 y que se conserva en el Instituto de Artes de Mineápolis.

## Historia
Tras la Exposición Universal de Viena de 1873 y como resultado del surgimiento de una más amplia clase media-alta en Gran Bretaña, se abrió un mercado importante para las alfombras persas. La fabricación de alfombras requería materiales y mano de obra, y la demanda de alfombras persas se hizo tan grande que se importaba lana a Irán desde Mánchester. Hasta la década de 1870, parece que tanto la producción comercial como la producción por contrato eran financiadas localmente por notables persas: magistrados, dignatarios provinciales, comerciantes, terratenientes. El Cairo fue uno de los centros más activos del comercio de alfombras.

### Orientalismo
El Orientalismo, movimiento artístico que alcanzó su apogeo a finales del siglo XIX, exploró temas y motivos "exóticos", ensoñaciones extraídas de culturas no europeas, especialmente del mundo árabe y de Oriente Medio. Este movimiento influyó en las bellas artes y también en las artes decorativas. Artistas franceses, como Eugène Delacroix, Jean-Léon Gérôme y Jean-Auguste-Dominique Ingres, pintaron obras que explicaban y mostraban la cultura islámica. Los historiadores del arte tienden a identificar dos tipos de artistas orientalistas: los “realistas” que pintaban lo que observaban, y los que imaginaban escenas orientalistas sin salir jamás de sus estudios.
Jean-Léon Gérôme fue uno de los pintores orientalistas más destacados e influyentes del arte occidental. Era de estilo realista: Rostros, cuerpos, edificios y paisajes están representados con precisión en sus pinturas, con una característica verosimilitud teatralizada.

## Descripción
La escena tiene lugar en el patio interior de un viejo palacio. Un grupo de porteadores de los mercaderes presentan una gran alfombra que cuelgan desde la galería del primer piso para mostrarla. Abajo, otro grupo de hombres vistos de espaldas y con elegantes trajes, representa a los compradores. Permanecen en silencio, examinando la alfombra que contemplan, cuyas cualidades son elogiadas por los dos mercaderes que acompañan sus palabras con gestos amplios y elocuentes.
A la derecha, un tercer grupo de personas aguarda, el pequeño séquito de sirvientes de los ricos compradores y un burro blanco, destinado a transportar la alfombra comprada, a la izquierda se encuentra de pie y en silencio un guardián negro, armado y envuelto en su capa tribal. La alfombra, finamente pintada con pequeños trazos de color -una paleta muy rica utilizada por el pintor- muestra un rosetón central sobre fondo verde, el color sagrado para los árabes. Esto demuestra que fue fabricada para ser vendida dentro del mundo islámico y que está destinada a una mezquita: En este corazón verde, de hecho, no se debe caminar con zapatos.
El pintor demuestra una gran habilidad al representar los tejidos, los pliegues de las alfombras esparcidas por el suelo en primer plano, los detalles de las vestimentas de los dos comerciantes, que pertenecen a una categoría social diferente a la de los compradores ricos.

## Otras obras contemporáneas con tema similar

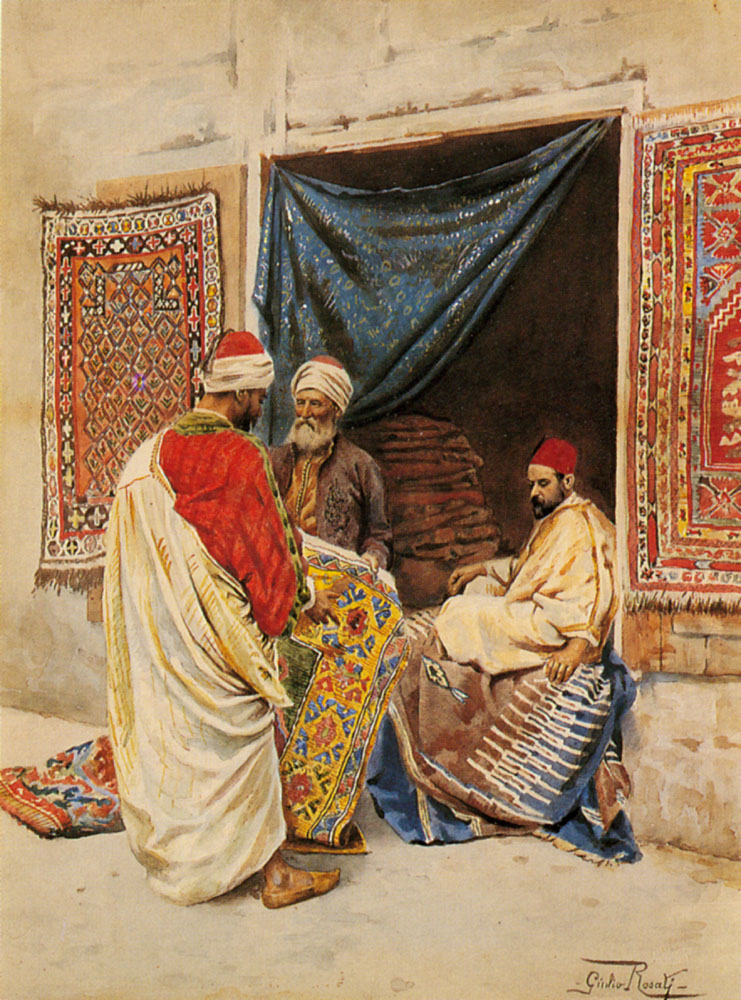
Giulio Rosati (1857-1917), Un comerciante de alfombras; acuarela.
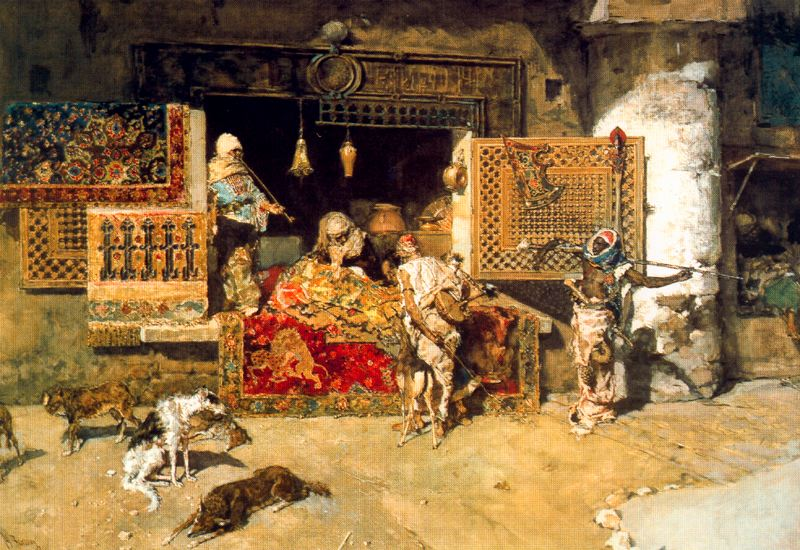
Mariano Fortuny, El comerciante de alfombras en Marruecos, 1870, (Museo de Montserrat); acuarela.